# Indochine
Indochine (Индошин; фр. Индокитай) — французская музыкальная группа, поющая песни в жанрах рок и New wave. Основана в 1981 году.

## История создания
В ноябре и декабре 1980 года во французском музыкальном журнале «Rock & Folk» (фр.) были опубликованы объявления о поиске двух музыкантов (басиста и вокалиста) для новой группы «Les Espions». На публикации откликнулись Николя Сиркис и Доминик Николя, которые и вошли в состав группы: Николя — как басист, Сиркис — как вокалист. Найдя музыку новоиспечённой группы слишком сложной, они решили изменить музыкальный стиль по своему вкусу.
10 мая 1981 года музыканты создали группу Indochine. Вскоре к ним присоединились Димитри Бодянски, игравший на саксофоне и клавишных, а также брат Николя Сиркиса Стефан, ставший впоследствии гитаристом группы.
29 сентября того же года группа дала первый маленький концерт в стенах парижского клуба «Le Rose Bonbon». Этот концерт позволил им заключить первый контракт с лейблом звукозаписи.
В 1999 году от гепатита умер гитарист группы Стефан Сиркис, которому не было и сорока лет.

## Творчество
В ноябре 1981 года вышел первый сингл группы с песнями «Dizzidence politik» и «Françoise (Qu’est-ce qui t’as pris?)». Несмотря на то, что эти песни не имели успеха, группу заметили критики и СМИ.
15 ноября 1982 года вышел первый альбом Indochine «L’Aventurier». Заглавный одноимённый сингл с альбома достиг первой строчки во Франции и вошёл в топ-20 бельгийского чарта, остановившись на 12 строчке.
В 1983 году коллектив выпустил второй альбом — «Le Péril jaune», — который был продан в количестве 225 000 экземпляров во Франции. По французской системе сертификации музыкальных произведений, действовавшей с 1980-х годов до первого десятилетия XXI века, этого было достаточно, чтобы получить статус «дважды золотого» диска.
Следующим крупным успехом группы стал их третий альбом «3», вышедший в 1985 году. Популярностью пользовались такие песни с альбома, вышедшие синглами, как «3e sexe» (сторона «Б» — песня «Trois nuits par semaine») и «Canary Bay».
В 2005 году музыканты группы записали совместный трек с группой AqME — песню «Aujourd’hui Je Pleure», которая присутствует на двухдисковом издании альбома Indochine «Alice & June».
В 2013 году выпустили очередной студийный альбом «Black City Parade». Клип на второй сингл с этого альбома «College Boy», поставленный Ксавье Доланом и вышедший в мае 2013 года, вызвал оживлённую полемику в обществе.

## Дискография

### Студийные альбомы
- 1982 — L’Aventurier
- 1983 — Le Péril Jaune
- 1985 — 3
- 1987 — 7000 Danses
- 1990 — Le Baiser
- 1993 — Un Jour Dans Notre Vie
- 1996 — Wax
- 1999 — Dancetaria
- 2002 — Paradize
- 2005 — Alice et June
- 2009 — La République Des Météors
- 2013 — Black City Parade
- 2017 — 13
- 2024 — Babel Babel